# Pindolol
Le pindolol est un bêta-bloquant non sélectif utilisé dans le traitement de l'hypertension et de l'angine de poitrine,. C'est également un antagoniste du récepteur de la sérotonine 5-HT1A, il a fait l'objet de recherches en tant qu'inhibiteurs sélectifs de la recapture de la sérotonine pour traiter la dépression,,.

## Historique
Le pindolol a été breveté par l'entreprise suisse Sandoz (aujourd'hui Novartis) en 1969 et a été lancé aux États-Unis en 1977.
Il n'est plus utilisé aujourd'hui, notamment en raison de l'absence de générique, et des faibles preuves d'efficacité.

## Voir également
- Bopindolol